# Imperia Online
Die Imperia Online AG ist ein bulgarisches Spielesoftwareunternehmen mit Sitz in Sofia. Das erste und erfolgreichste Spiel ist das gleichnamige MMOG Imperia Online. Am Anfang fokussierte sich das Unternehmen hauptsächlich auf Browserspiele. Später begann das Studio auch mobile Spiele zu entwickeln.
Am 21. September 2018 wurde Imperia Online von Stillfront Group übernommen. Stillfront Group ist eine Gruppe unabhängiger Entwickler, Publisher und Vertreiber von Spielen, die mit 9 fast selbständigen Vertretungen arbeitet: Imperia Online in Bulgarien, Bytro Labs, OFM Studios, Goodgame Studios und Playa Games in Deutschland, Coldwood Interactive in Schweden, Power Challenge in Großbritannien und Schweden, Dorado Online Games in Malta, Simutronics in den Vereinigten Staaten, Babil Games in den Vereinigten Arabischen Emiraten und Jordanien sowie eRepublik in Irland und Rumänien. Die Spiele von Stillfront Group werden weltweit vertrieben. Hauptabsatzmärkte sind Deutschland, USA, Frankreich, Großbritannien und MENA.
Stand 2019 hat Imperia Online über 25 spielbare Titel.

## Geschichte
Imperia Online wurde im September 2009 von Moni Dochev und Dobroslav Dimitrov gegründet. Beide hatten bereits seit 2005 am gleichnamigen Echtzeit-Strategiespiel gearbeitet, wobei Dimitrov das Spieldesign und Dochev die Programmierung übernahm. Im Januar 2005 entstand aus der Idee das Konzept und am 23. August ging Runde 1 der Spielwelt 1 online. 2006 erschienen Welten für 2 neue Versionen von Imperia Online. Das Spiel wurde in 12 Sprachen übersetzt. In demselben Jahr wurde der Wettbewerb Nomads Invasions zum ersten Mal veranstaltet. 2007 kam das Browserspiel Galactic Imperia auf den Markt, dass sich durch ein modernes, militärisches Gameplay auszeichnete, im März 2008 folgte das Spiel Global Wars, ein browserbasiertes Strategiespiel, dass in der Gegenwart spielt. 2009 brachte Imperia Online mit Imperial Hero sein erstes Rollenspiel auf dem Markt. Zu dieser Zeit wurde auch das Spiel Ludo für iOS und Facebook veröffentlicht. Es ist ein klassisches, rundenbasiertes Brettspiel mit Tausenden von realen Spielern online. 2010 brachte Imperia Online das Spiel Online Artillery, ein rundenbasiertes Kanonenschussspiel, heraus. 2011 fand zum ersten Mal eine Weltmeisterschaft auf Imperia Online statt, Weltmeister wurde die bulgarische Mannschaft. 2012 wurde die zweite Weltmeisterschaft organisiert, Champion wurde wieder das bulgarische Team. In demselben Jahr nahm Imperia Online am On!Fest teil. 2013 veranstaltete Imperia Online die dritte Weltmeisterschaft, diesmal belegte die kroatische Mannschaft den ersten Platz. Zu dieser Zeit bestand die Belegschaft des Unternehmens Imperia Online aus 100 Mitarbeitern. Die erste Schule ihrer Art für Softwareentwickler – Imperial Training Camp – wurde gegründet. Das Hauptprodukt der Firma – das Spiel Imperia Online – wurde größer und Versionen für iOS und für das größte Sozialnetzwerk Russlands Odnoklassniki kamen zur Welt. Zugang zum Spiel bekamen auch die Nutzer von Android. Am Ende des Jahres wurde die neueste Version von Imperia Online – The Great People – veröffentlicht. Das grafische Design ist zu diesem Zeitpunkt neu, das Gameplay spannend. Imperia Online nahm an der Gamescom, der Dubai World Game Expo und dem On!Fest teil. Die Firma sponserte Sofia Game Jam, Intergame Tallinn und #archHackaton, wie auch die bulgarische Boogie-Woogie Mannschaft bei der Weltmeisterschaft in Moskau, Russland.
2013 gründete die Firma in Sofia ein für Ausbildungszentrum für Spieleentwickler, das erste seiner Art in Bulgarien. Das zunächst „Imperial Training Camp“ benannte Zentrum ist für Studierende kostenlos. Ab 2015 stiegen Partnerunternehmen in die Finanzierung ein, und das Zentrum wurde in „IT Talents Training Camp“ umbenannt. Die jährliche Absolventenzahl beträgt etwa 200.
2014 wurde Imperia Online The Great People für Android, Windows Phone, und Facebook zugänglich. Microsoft stellte Imperia Online in die Tab Featured Games im Windows Store. In der zweiten Hälfte des Jahres veröffentlichte Imperia Online einige mobile Spiele: Mad Moles und Online Artillery 2 für iOS and Facebook; Rocket Chameleon kam für iOS auf dem Markt und später auch für Android; Egg Tales für iOS. Zu dieser Zeit fand auch die vierte Weltmeisterschaft in Imperia Online statt. Diesmal wurde das Team von Brasilien Champion. Das Unternehmen sponserte die Kajakexpedition Black Sea Solo, HackFMI, und ist auch unter den Sponsoren von Launchub. Imperia Online AG nahm an der Gamescom in Köln und an der Intergame in Tallinn teil, wo Dobroslav Dimitrov einen Vortrag zum Thema Winning the War for Software Engineering Talent hielt. Die Firma wurde Mitglied der Bulgarischen Vereinigung für Informationstechnologien (BAIT) und der Bulgarischen Vereinigung der Softwareunternehmen (BASCOM).
2015 brachte Imperia Online AG einige Titel heraus, darunter ist das Rollenspiel Imperial Hero II – Remake von Imperial Hero, das unter Android, Facebook und Web zu finden ist. Imperia Online für Windows Phone wurde von Game Troopers veröffentlicht und erschien unter Featured Games in Xbox. Im Januar kamen einige neue Titel zur Welt: die rundenbasierte Strategie Seasons of War für Android für iOS, Jolly Join und Golem Wars für iOS. Im Februar 2015 wurden Robo Risk und Cluster Six für iOS, und Egg Tales für Android veröffentlicht. Im Juni brachte Imperia Online AG das Spiel Ishi für Android heraus. Später nahm das Studio an der Gamescom teil. Im Oktober veröffentlichte das Unternehmen FlapOTron 3D Touch für iOS und Ludo Blitz – für iOS, Android und Facebook. Das Spiel ist verbesserte Version von Spiel Ludo von 2009. Zu dieser Zeit besuchte Imperia Online AG die Game Connection in Paris. Im nächsten Monat wurde Online Artillery 2 für Android, und als eine spezielle 3D Touch Version für iPhone 6s veröffentlicht. Im Dezember 2015 kam Ishi GO für iOS zur Welt. Zu dieser Zeit schloss die Firma Partnerschaft mit VKontakte, und Imperia Online für Android und iOS wurde unter den Spielen in der Plattform eingeordnet.
Das Jahr 2016 begann mit der Teilnahme der Firma an der Casual Connect Amsterdam, wo das Spiel Online Artillery 2 am Preiswettbewerb teilnahm. Im April wurde Imperia Online über Steam vertrieben. Im Mai kam das Spiel Viber Emperors für Android und iOS zur Welt. Das Spiel wurde in 30 Sprachen übersetzt. Es bietet Optionen wie „Einen Viber Freund einladen“ an und verfügt über eigenes Paket mit Stickers. In demselben Monat nahm Moni Dochev am E-volution Awards von Forbes als Juror teil. Zu dieser Zeit wurde das Spiel Ludo Blitz in Windows Store integriert. Die Firma besuchte die Electronic Entertainment Expo in Los Angeles. Von Ende Oktober bis Mitte Dezember fand die fünfte Weltmeisterschaft auf Imperia Online statt, Champion war die Mannschaft von Polen.
Im Februar wurde Imperia Online das erste webbasierte Spiel, das ClanPlay integrierte - eine soziale App für eine bessere Kommunikation im Spiel. Unterdessen war das Team bei der Casual Connect in Berlin. Im März ging Imperia Online eine Partnerschaft mit Play 3arabi ein. Play 3arabi ist ein auf die MENA-Region fokussierter Herausgeber von Handyspielen. Das Ergebnis der Zusammenarbeit der beiden Firmen ist das Spiel Kingdoms Online – eine angepasste mobile Version von Imperia Online für die arabischsprachigen Spieler in der MENA-Region. Ende März 2017 veröffentlichte Imperia Online in Partnerschaft mit der Huawei Company ihr Spiel Imperia Online auf HiGame - Huawei’s Android-Handyspielplattform. In der Zwischenzeit wurde das Studio laut Capital Magazine Teil der 25 wertvollsten Unternehmen der bulgarischen IT-Branche. Mariela Tzvetanova, CMO bei Imperia Online, war eine der Hauptrednerinnen beim Israel Mobile Summit und hielt den Vortrag „Beauty and the Beast of Brand Diversification“.
Das MMO Game of Emperors wurde auf der Onlineplattform Steam gestartet. Im Oktober wurde das Unternehmen als Premium-Partner von Huawei Mobile zur offiziellen Ankündigung von HiApp Europe in Berlin eingeladen. Ende 2017 wurde Game of Emperors unter Windows gestartet.
Im Jahr 2018 wurden zahlreiche Conventions besucht, beispielsweise die Casual Connect in London, wo Game of Emperors für den Indie Prize nominiert wurde. Zu diesem Zeitpunkt ist Imperia Online bereits im Samsung Galaxy App Store und MI App Store India verfügbar. Inzwischen startete das Unternehmen sein neues Publishing-Programm für Spiele und nahm an der Sofia Games Night teil. Unterdessen fand bis Mitte Dezember die 8. Ausgabe der Weltmeisterschaft statt. Champion wurde die das US-Team. Kurz vor Ende des Jahres war Imperia Online bereits auf KakaoTalk und One Store für Korea verfügbar.
Im Januar 2019 besuchten der COO Cvetan Rusimov, und der Manager für Marketing und BizDev, Mario Vasilev, PGC in London. Während der Veranstaltung nahm Mario Vasilev an dem Panel „Managing Your Community Across Platforms“ teil.

## Zahlen
- Seit Januar 2018 hat Imperia Online AG mehr als 40 Millionen registrierte Nutzer in seinem Hauptprodukt - Imperia Online.
- Das Unternehmen und seine Spiele haben fast 650.000 Fans auf ihren Facebook-Seiten.
- Der Jahresumsatz von Imperia Online AG für 2017 beträgt 5,3 Millionen Euro.
- Der Umsatz für den Zeitraum 2012–2017 beträgt 33,2 Millionen Euro. Und seit 2018 ist Imperia Online offiziell Teil der Stillfront Group.
- Das Spielesoftwareunternehmen befindet sich derzeit auf 1.200 Quadratmetern Bürofläche in Bulgariens luxuriösestem Bürogebäude. - Infinity Tower.[18]
- Im Januar 2018 sind bei Imperia Online JSC mehr als 70 Mitarbeiter beschäftigt.
- Imperia Online AG und ihre Produkte sind in mehr als 194 Ländern beliebt.

## Spiele
| Titel              | Jahr | Plattform                                      | Genre                                |
| ------------------ | ---- | ---------------------------------------------- | ------------------------------------ |
| Imperia Online     | 2005 | Browser, Steam, iOS, Android, Windows Phone    | MMORTS                               |
| Galactic Imperia   | 2007 | Browser, Android                               | MMORTS                               |
| Global Wars        | 2008 | Browser                                        | MMORTS                               |
| Imperial Hero      | 2009 | Browser, Android                               | MMORPG                               |
| Ludo               | 2009 | iOS, Browser                                   | Rundenbasiertes Brettspiel           |
| Online Artillery   | 2010 | iOS                                            | Rundenbasierter Shooter              |
| Mad Moles          | 2014 | iOS, Android, Browser                          | Arcade                               |
| Online Artillery 2 | 2014 | iOS, Android, Browser                          | Rundenbasierter Shooter              |
| Rocket Chameleon   | 2014 | iOS, Android                                   | Arcade                               |
| Egg Tales          | 2014 | iOS, Android                                   | Arcade, Jump ’n’ Run                 |
| Ishi               | 2015 | Android                                        | Arcade                               |
| Seasons of War     | 2015 | iOS, Android                                   | Rundenbasiertes Strategiespiel (RBS) |
| Ludo Blitz         | 2015 | iOS, Android, Facebook, Windows store, Browser | Rundenbasiertes Brettspiel           |
| Golem Wars         | 2015 | iOS                                            | RBS                                  |
| Jolly Join         | 2015 | iOS                                            | Puzzle                               |
| Cluster Six        | 2015 | iOS, Apple TV                                  | Side-Scroller                        |
| Robo Risk          | 2015 | iOS                                            | Kletter-Simulator                    |
| YoHoHo             | 2015 | iOS                                            | Arcade                               |
| FlapOTron          | 2015 | iOS                                            | Arcade                               |
| Ishi GO            | 2015 | iOS                                            | Arcade                               |
| Imperial Hero II   | 2015 | Browser, Android, Facebook                     | MMORPG                               |
| Game of Emperors   | 2016 | Browser, Steam, Facebook, Windows Store        | MMORTS                               |
| MedCorps           | 2016 | iOS                                            | Strategie, Simulation                |
| Kingdoms Online    | 2017 | iOS, Android                                   | MMORTS                               |

## Auszeichnungen und Nominierungen
Imperia Online wurde in der Kategorie Corporate and Social Responsibility ausgezeichnet und für die Kategorie Education der BAIT Awards 2014 nominiert.
Imperia Online AG wurde im Deloitte’'s IT-Unternehmensranking für 2014 mit einem Wachstum von 498 % als Aufsteiger ausgezeichnet.
Imperia Online AG wurde in drei Kategorien für die Game Connection Awards 2014 nominiert:
- Promising IP
- Desktop Downloadable
- Hardcore Game

Imperia Online AG wurde für Developer 2014 in The Appsters nominiert.
Im Jahr 2015 wurde Imperia Online von Deloitte als das 14. schnell wachsende IT-Unternehmen in Mitteleuropa ausgezeichnet, mit einem Umsatzwachstum von 592 % von 2011 bis 2014.
Auch im Jahr 2015 wurde Imperia Online AG in drei Kategorien für die Forbes Business Awards 2015 nominiert:
- Employee of the Year
- Business Development
- Human Resources Development

Der Mitarbeiter von Imperia Online, Ilian Iliev, wurde vom Forbes Bulgaria Magazine mit dem zweiten Platz als Mitarbeiter des Jahres ausgezeichnet.
Im Jahr 2016 wurden beide Alben mit der Musik von Imperia Online in Amazon Hot New Releases im Soundtrack veröffentlicht (meistverkaufte Neuerscheinungen und zukünftige Veröffentlichungen). Die Musik des Komponisten Hristo Hristov steigt unter Top 10 von Amazon.de Deutschland.
Im Juni 2016 wird Imperia Online bei den Bulgarischen Game Awards für die Nominierung als Best Workplace und Developer of the Year nominiert, während zwei ihrer Titel in den folgenden Kategorien nominiert sind:
- Imperial Hero II - für den besten visuellen Stil/Kunst, Beste Welt, bestes Handyspiel
- Seasons of War - für das Spiel des Jahres

Im September 2016 wurden zwei Titel der Imperia Online für die TIGA Games Industry Awards 2016 in folgenden Kategorien nominiert:
- Imperial Hero II - für die beste Strategie und das beste Rollenspiel
- Imperia Online - für das Spiel des Jahres

Im Januar 2017 wurde Imperia Online bei European Business Awards als National Champion in der Kategorie Customer Focus nominiert.
Im selben Monat wurde Imperia Online bei den Forbes Business Awards in dieser Kategorie nominiert: „Richtlinien für die Kundenbeziehung“.
Das Unternehmen wurde für die Auszeichnungen der Bulgarischen Vereinigung für Informationstechnologien (BAIT) in den folgenden Kategorien nominiert:
- Corporate social responsibility
- Entertainment software

Ende Januar wurde eines der Spiele des Unternehmens - Seasons of War für den Indie Prize bei Casual Connect in Berlin nominiert.
Im Februar wurde das Spiel Viber Emperors von Imperia Online bei den 13. International Mobile Game Awards nominiert.
Im April erhielt Imperia Online's Kingdoms Online eine Nominierung für die E-Volution Awards von Forbes Bulgaria für die Kategorie „Going Abroad“.
Im selben Monat gewann Viber Emperors den Preis in der Kategorie „Beste Gaming App“ bei den Webit Awards 2017 in Sofia, Bulgarien.
Der CEO des Unternehmens, Dobroslav Dimitrov, war ein Finalist bei der 10. Ausgabe des vom Manager Magazine organisierten Wettbewerbs „Manager des Jahres“ für Bulgarien.
Im September 2017 gehörte der Haupttitel des Unternehmens - Imperia Online zu den nominierten Spielen für die Lieblingsstrategie bei den TIGA Awards.
Einen Monat später wurde Imperia Online beim Global Entrepreneurship Monitor (GEM) für die Kategorie Partnerships für ihre Zusammenarbeit mit Game Troopers auf Windows-Plattform nominiert.
Im Dezember wurde Imperia Online als einer der Finalisten beim nationalen Wettbewerb „Innovative Enterprise of the Year“ bekannt gegeben.
Ende 2017 gewann Imperia Online bei den Forbes Business Awards drei Auszeichnungen in folgenden Kategorien:
- Business Development,
- Client Policy,
- Human Resources.

Imperia Online wurde in der Kategorie Bestes bulgarisches ICT-Produkt der BAIT's 2017 Awards für das Spiel Kingdoms Online ausgezeichnet – vollständig auf Arabisch lokalisiert.
Im Januar 2018 gehörte Imperia Online zu den Finalisten der European Business Awards One to Watch Liste für Bulgarien in der Kategorie Internationale Expansion. Im März wurde das Unternehmen als Nationalgewinner für 2017–18 ausgezeichnet.
Im Mai 2018 wurde Game of Emperors für den Indie Prize bei Casual Connect in London nominiert. Und gleich darauf als Gewinner für den Applovin Workshop in San Francisco bekannt gegeben. Im Oktober 2018 war Kingdoms Online unter den nominierten Spielen für den Indie Prize bei Casual Connect in Belgrad.
Game of Emperors erhielt eine Nominierung als eines der besten Strategiespiele auf der TIGA 2018.
Imperia Online wurde für ihr Engagement in der Initiative und die Hilfe bei der Entwicklung des TUES Teils der Technischen Universität Sofia belohnt.
Im November 2018 wurde Imperia Online beim nationalen Wettbewerb Innovatives Unternehmen des Jahres mit dem RPG - Imperial Hero für „High achievements in the innovations“ nominiert und ausgezeichnet.